# Grand opéra

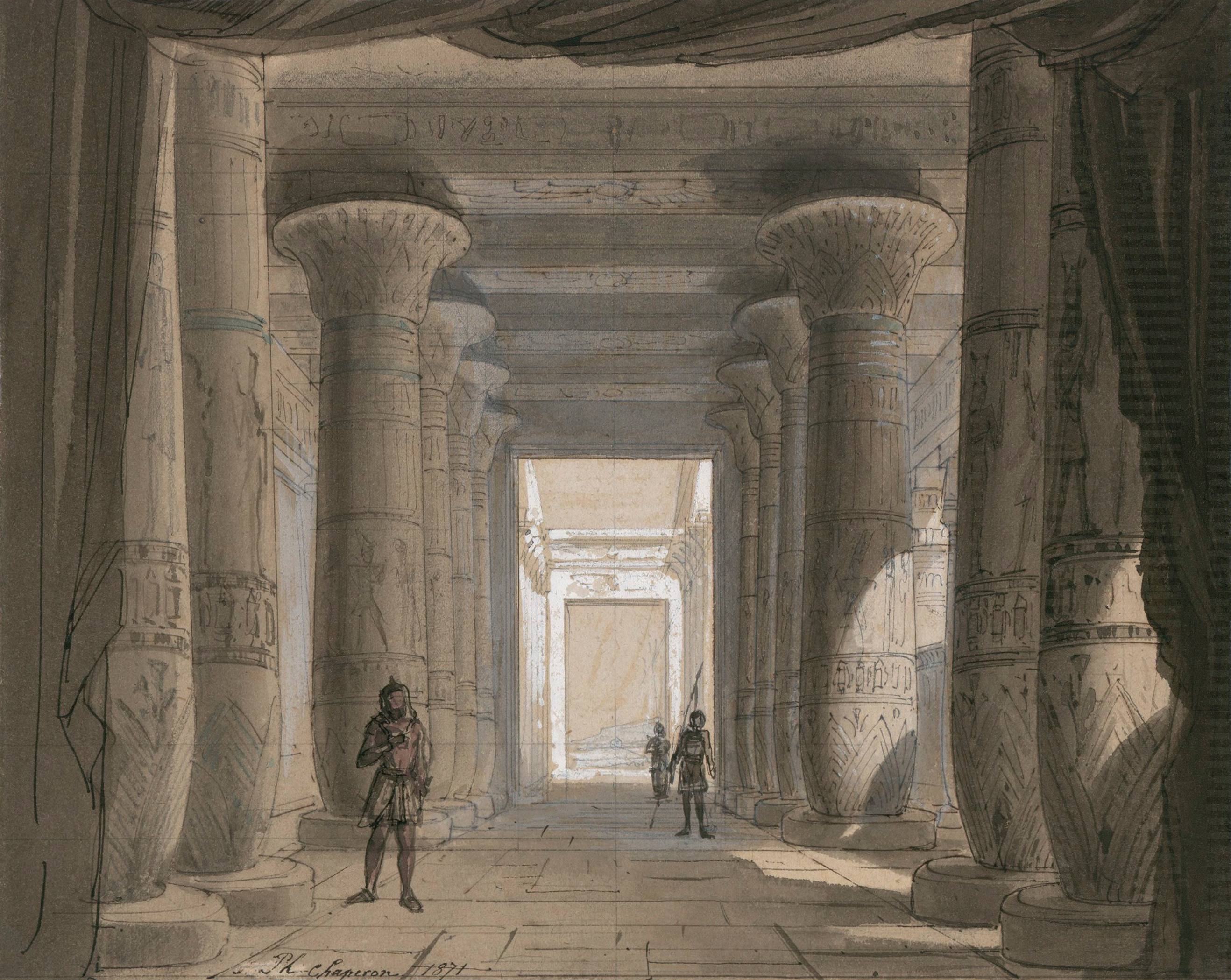
Scenografia do aktu 1 („Świątynia Wulkana”) opery Verdiego Aida wystawionej po raz pierwszy w Operze w Kairze 24 grudnia 1871 r.

Grand opéra (dosł „wielka opera”), opera heroiczna – odmiana gatunkowa opery, która wykształciła się we Francji i była efektem połączenia doświadczeń dwóch dominujących w XVIII wieku szkół operowych: francuskiej (tragédie lyrique) oraz włoskiej (opera seria). Pierwszym artystą, który umiał je skutecznie zsyntetyzować był Wolfgang Amadeus Mozart. 

## Charakterystyka
Charakteryzowała się wystawnością i sensacyjnością historyczną. Związana była z mentalnością mieszczańską, z bezpośredniością. Charakteryzują ją malownicze sceny, zaskakujące zwroty akcji, jaskrawe kontrasty w zestawieniach scen zbiorowych, pojawiają się hasła narodowe.
Cała akcja opery, wątki i konsekwencje znajdują się w tragicznym rozwiązaniu.
Bohaterów nie można sklasyfikować. Postać jest najpierw opisywana, umieszczana w środowisku, w którym działa.
Grand opéra była rozumiana jako sztuka integralna, w duchu syntezy sztuk. Stosowano układ 5-aktowy. Środki muzyczne: recytatywy accompagnato, arie, cavatiny, medytacje, modlitwy (odpowiednik monologu w dramacie romantycznym), romanse, ballady, liczne partie chóralne.
Pisana była na wielkie zespoły z użyciem nowych instrumentów. Kompozytorzy stosowali motywy przewodnie, charakterystyczne tematy scalające dzieło. W każdej operze pojawiała się wstawka baletowa.

## Twórcy
Jej najwybitniejszymi twórcami byli Giacomo Meyerbeer, Daniel Auber, Jacques Fromental Halévy.